# Scholle (Künstlervereinigung)
Die Scholle war eine Münchner Künstlergemeinschaft, welche von 1899 bis 1911 bestand.

## Entstehung
Die Künstlervereinigung entstand im November 1899 im Wesentlichen aus Mitgliedern der Münchener Secession, welche überwiegend an der Akademie der bildenden Künste München in der Malklasse von Professor Paul Hoecker zusammenkamen. Viele Mitglieder waren zuvor in der Gruppe G zusammengeschlossen, deren Wortführer Fritz Erler war.
Die Mitglieder der Scholle wollten ohne das Kunstdiktat Franz von Lenbachs ihre Werke ausstellen. Sie bekamen jeweils einen Ausstellungsraum von der Sezession zur Verfügung gestellt.

## Bedeutung des Namens
Der Name Die Scholle wurde oft als Ausdruck von Heimat- oder Erdverbundenheit verstanden. Um diesen Missverständnissen zu begegnen, wurde in der Jugend Heft 42, 1903 eine Erklärung abgedruckt: „[…] Die ‚Scholle‘ hat kein anderes gemeinsames Ziel, keine andere Marschroute, als dass jeder seine eigene ‚Scholle‘ bebaue, die freilich auf keiner Landkarte zu finden ist.“

## Kunstgeschichtliche Bedeutung
Die Scholle-Künstler hatten den hohen Anspruch, die individuelle Erfahrung des Wesentlichen darzustellen. Am erfolgreichsten war hierbei Leo Putz. Themen waren der Mensch und die Natur. Trotz aller Verschiedenheit der Künstler kann von einem gemeinsamen Naturlyrismus gesprochen werden, der den Weg zum Impressionismus bahnte. Die Scholle verkörperte ein Jahrzehnt lang die fortschrittliche Malerei Münchens. Ihre Mitglieder standen der Sezession nahe und arbeiteten alle an der Zeitschrift Jugend mit, die dem Jugendstil seinen Namen gab.
Nachdem sich die meisten Mitglieder im Kunstbetrieb etabliert hatten, löste sich die Scholle im Jahre 1911 auf. In ihrer Forderung nach einer jungen und individuellen Kunst hatte die Scholle eine Entwicklung eingeleitet, die in den Künstlergruppen Brücke und Blauer Reiter ihre Fortsetzung fand.

## Ausstellungen
- 1900 und 1908: Bei Fritz Gurlitt in Berlin
- Ab 1900: Im Glaspalast München
- 1902: Wiener Sezession; Deutsche Nationale Kunstausstellung in Düsseldorf; Kellerer und Reiner in Berlin
- 1903–1905: Berliner Sezession
- 1904: Düsseldorf und Kunsthalle Basel
- 1907: Große Deutsche Kunstausstellung in Köln
- 1906: Wiener Sezession
- 1908: Kunsthandlung Brakl in München; Kunstverein Köln
- 2009: Die Scholle, BVS-Bildungszentrum in Holzhausen
- 2015: München leuchtet: Leo Putz und Die Scholle; Kunsthaus Apolda Avantgarde
- 2018: Sommerlicht, Leo Putz und die Scholle, Werke aus der Sammlung Unterberger, Schloss Achberg

## Mitglieder
(Quelle: )
- Gustav Bechler
- Reinhold Max Eichler
- Erich Erler
- Fritz Erler
- Max Feldbauer
- Walter Georgi
- Adolf Höfer
- Adolf Münzer
- Walter Püttner
- Leo Putz
- Franz Wilhelm Voigt
- Robert Weise